# Contact Air
Contact Air Flugdienst GmbH & Co. KG, kurz Contact Air, war eine deutsche Fluggesellschaft mit Sitz in Filderstadt-Bernhausen und technischer Basis auf dem Flughafen Saarbrücken. Sie wurde zum 1. September 2012 von OLT Express Germany übernommen und in diese integriert. Bis zu diesem Zeitpunkt war sie noch Mitglied im Verbund Lufthansa Regional und bediente im Auftrag von Lufthansa und Swiss hauptsächlich innerdeutsche und europäische Ziele.

## Geschichte

### Gründung und erste Jahre

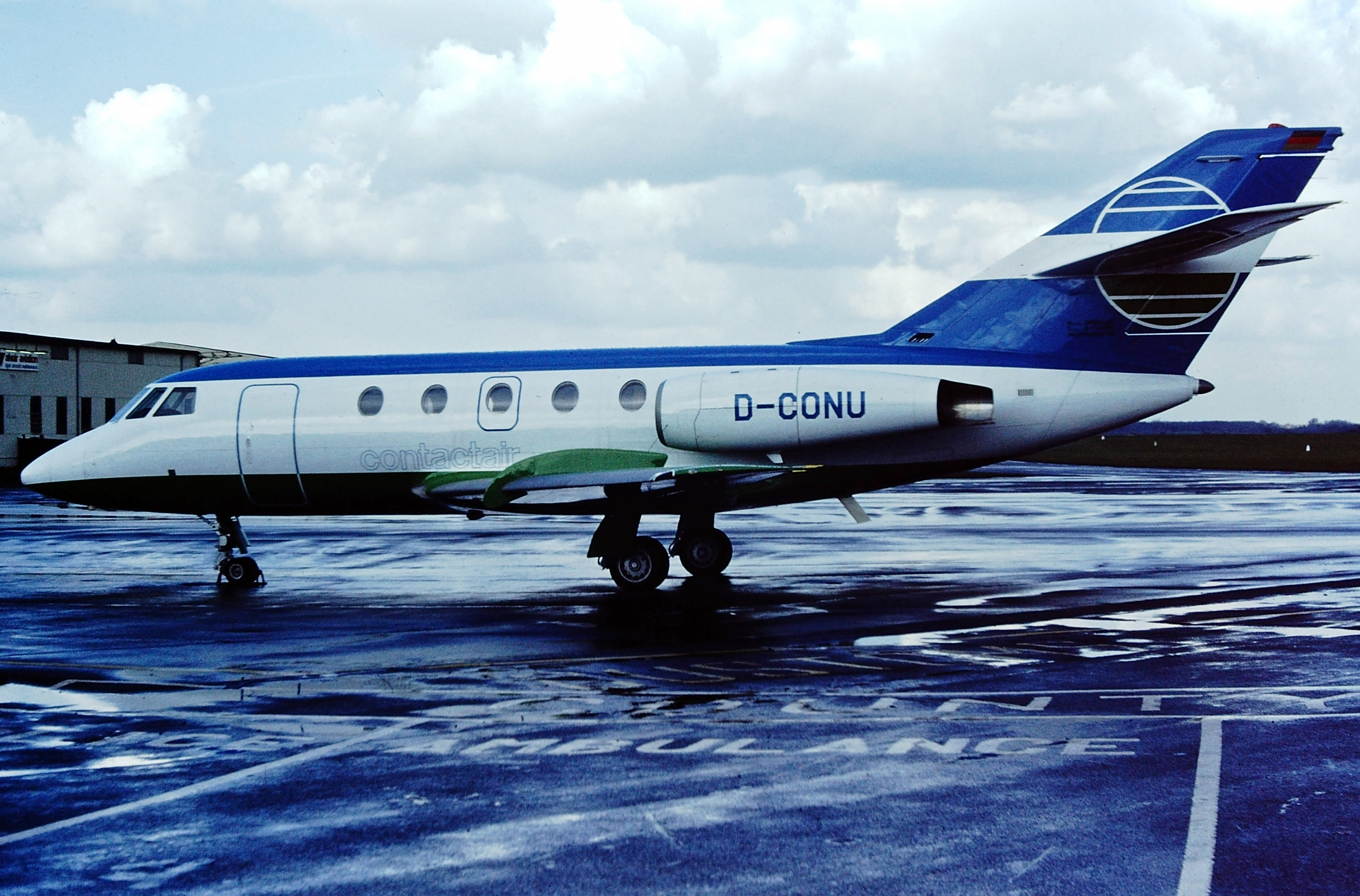
Eine Dassault Falcon 20 der Contact Air, 1979

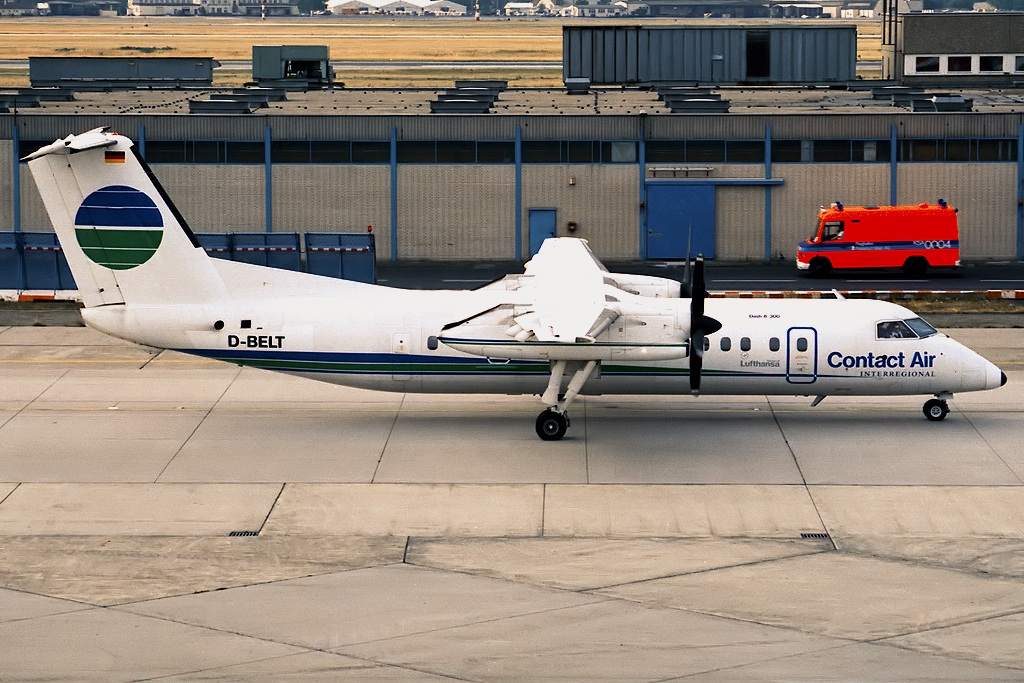
Eine De Havilland DHC-8-300 der Contact Air, Frankfurt 1994

Gunther Eheim gründete 1974 Contact Air als Charter- und Geschäftsfluggesellschaft. Das Unternehmen war eine 100%ige Tochter der Eheim Verwaltungs GmbH mit Sitz in Deizisau. Gunther Eheim war zugleich Gründer und Geschäftsführer des seit dem Jahre 1949 bestehenden Herstellers von Aquarienzubehör Eheim GmbH & Co. KG. Er verstarb am 3. Februar 2013.
Mit einer Dassault Falcon 20 und mehreren Learjets wurden Passagier- und Ambulanzflüge in Europa, Nordafrika und im Nahen Osten durchgeführt. 1982 wurden Turbopropflugzeuge vom Typ BAe Jetstream 31 und Beechcraft 200 angeschafft.
Im Jahr 1983 wurde die Sparte Geschäftsflug an den Stuttgarter Flugdienst abgegeben, gleichzeitig wurde mit der Deutschen Luftverkehrsgesellschaft (DLT, die heutige Lufthansa CityLine) der erste Charter-Vertrag für Linienverkehr abgeschlossen. Im Auftrag der DLT bediente man die Route Saarbrücken–Düsseldorf, eigene Linienflüge wurden zwischen Münster/Osnabrück, Stuttgart und München durchgeführt. Im Jahr 1987 wurde die Flotte durch die Typen De Havilland DHC-8-100 und -300 ergänzt. Die Wartungsbasis der Contact Air befand sich seit 1988 am Flughafen Saarbrücken.

### Partnerschaft mit Lufthansa

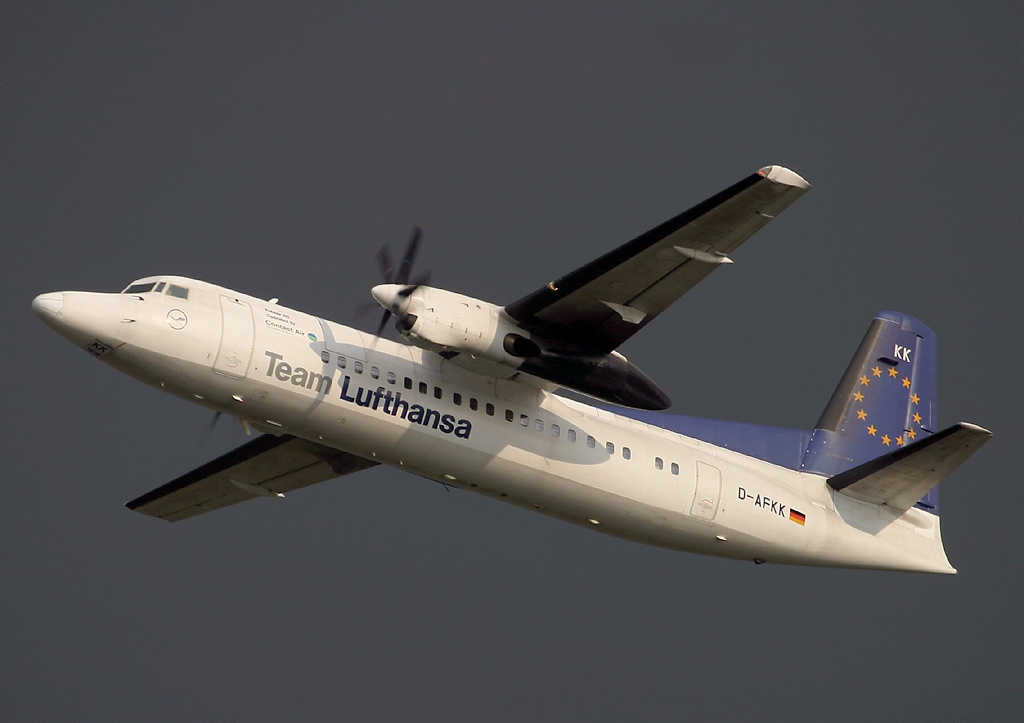
Eine Fokker 50 der Contact Air im Einsatz für das damalige Team Lufthansa

Im Jahr 1996 wurde Contact Air Mitglied im damals neu gegründeten Regionalverbund Team Lufthansa der Lufthansa; in der Folge wurden elf Fokker 50 der Lufthansa CityLine geleast, um die Dash-8 zu ersetzen.
Im Jahr 2003 wurden insgesamt neun ATR 42-500 von Eurowings übernommen. Gleichzeitig wurden die Fokker 50 an Kunden im Iran, in Indonesien, Island und Kenia verkauft. Seit Januar 2004 bot Contact Air Flüge unter der Marke Lufthansa Regional an, die Team Lufthansa ersetzte. 2005 wurden sechs ATR 72-500 der Eurowings übernommen und dafür vier der ATR 42-500 ausgeflottet. Seit Beginn des Sommerflugplans 2008 setzte Contact Air für Swiss zwei Fokker 100 ein, die die Star Alliance-Sonderbemalung trugen. Sechs weitere Fokker 100 betrieb Contact Air für Lufthansa Regional.
Im November 2011 wurde bekannt gegeben, dass Lufthansa den Vertrag mit Contact Air mit Ende des Sommerflugplans im Oktober 2012 beenden und diese somit aus dem Lufthansa Regional-Verbund ausscheiden werde. Die älteren Flugzeuge der Contact Air würden durch eigene Neuzugänge der Lufthansa ersetzt. Infolgedessen stünden bis zu 90 Arbeitsplätze bei Contact Air zur Disposition.

### Übernahme durch OLT Express Germany
Im Juli 2012 wurde bekannt, dass Contact Air von OLT Express Germany übernommen wird. Die Übernahme wurde am 1. September 2012 abgeschlossen, die Contact-Air-Flugzeuge wurden seither unter der Marke OLT Express Germany betrieben. 
OLT Express Germany stellte jedoch bereits im Januar 2013 – inklusive der übernommenen Teile von Contact Air – ebenfalls den Betrieb ein. Die Contact-Air-Werft in Saarbrücken wurde als Contact Air Technik GmbH weitergeführt.

## Flugziele
Contact Air führte ausschließlich Linienflüge im Auftrag von Lufthansa und Swiss unter deren Flugnummern durch. Der Schwerpunkt lag dabei auf innerdeutschen Verbindungen und Verbindungen zu Zielen in angrenzenden europäischen Länder. Flüge im Auftrag der Lufthansa wurden unter der Marke Lufthansa Regional durchgeführt.

## Flotte

### Flotte bei Betriebseinstellung
Zum Zeitpunkt der Übernahme durch OLT Express Germany bestand die Flotte der Contact Air aus acht Flugzeugen mit einem Durchschnittsalter von 17,7 Jahren:
- 8 Fokker 100 (6 betrieben unter der Marke Lufthansa Regional, 2 betrieben für Swiss)

### Zuvor eingesetzte Flugzeuge
Im Laufe ihres Bestehens betrieb Contact Air auch folgende Flugzeugtypen:
- ATR 42
- BAe Jetstream
- Beechcraft King Air 200
- Britten-Norman BN-2 Islander
- Dassault Falcon 20
- De Havilland DHC-8-100
- De Havilland DHC-8-300
- Fokker 50
- Learjet 25
- Learjet 35

## Zwischenfälle
- Am 6. Januar 1993 wurde eine De Havilland DHC-8-300 der Contact Air mit dem Luftfahrzeugkennzeichen D-BEAT gegen 18:20 Uhr UTC beim Landeanflug auf den Flughafen Paris-Charles-de-Gaulle in den Boden geflogen. Beim kurzfristigen Wechsel der Landebahn wurde das Flugzeug ins Gelände geflogen (Controlled flight into terrain) und schlug etwa 1800 m vor der Piste 28 auf. Vier Menschen an Bord kamen dabei ums Leben (siehe auch Lufthansa-CityLine-Flug 5634).[10]

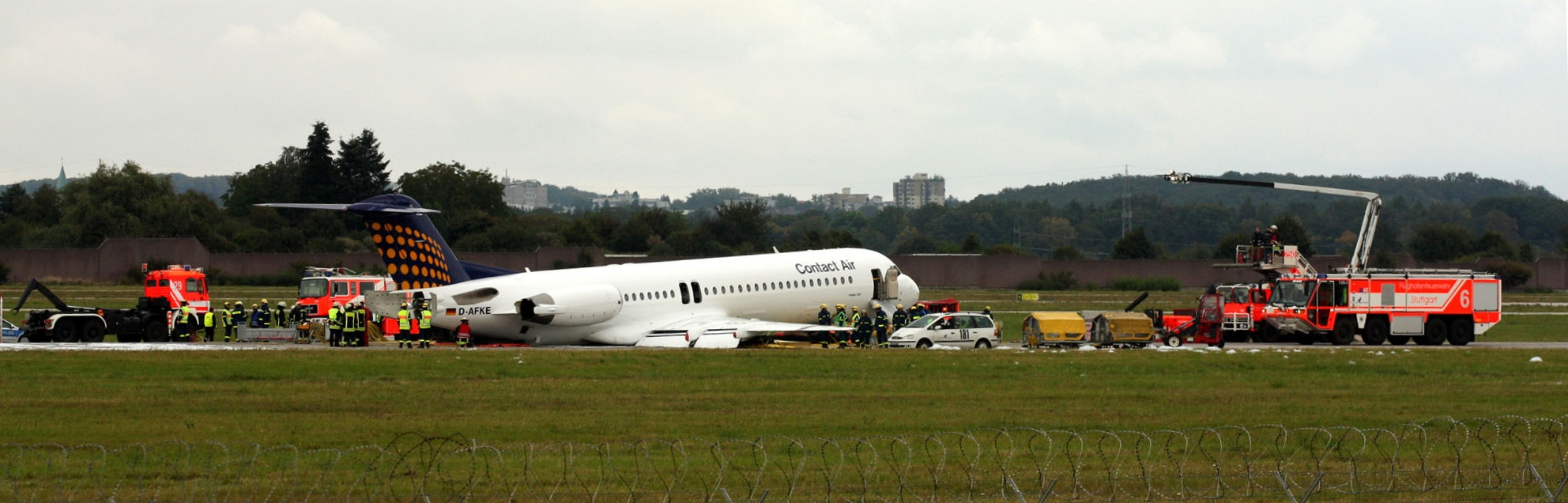
Die verunglückte Fokker 100 D-AFKE

- Am 14. September 2009 musste eine Fokker 100 mit dem Kennzeichen D-AFKE[11] auf dem Flughafen Stuttgart eine Bauchlandung durchführen, da sich das Hauptfahrwerk nicht vollständig ausfahren ließ. An Bord der Maschine befand sich auch der SPD-Politiker Franz Müntefering.[12] Die Maschine war erst vier Tage zuvor bei Contact Air in Dienst gestellt worden, nachdem sie knapp 14 Jahre in Taiwan und Brasilien geflogen war.[13] Ursache für den Unfall war ein hydraulisches Ventil, bei dem sich intern Fragmente lösten und das Hydrauliksystem blockierten.[14]